# 184P/Ловаша
Комета Ловаша 2 (184P/Lovas) — короткопериодическая комета из семейства Юпитера, которая была обнаружена 28 ноября 1986 года венгерским астрономом Миклошем Ловашем из обсерватории Конкоя и описана как диффузный объект 14,0 m звёздной величины. Комета обладает периодом обращения вокруг Солнца — около 9,2 года.

Орбита кометы Ловаша 2 и её положение в Солнечной системе

На момент открытия комета уже прошла точку перигелия и по мере удаления от Солнца начала быстро терять яркость и, вскоре, окончательно исчезла из вида. За то время, пока она наблюдалась, астрономам удалось установить, что комета движется по эллиптической орбите и является короткопериодической, но, из-за короткого периода наблюдений, точную форму и параметры её орбиты установить не удалось. По этой причине последующие два возвращения кометы оказались пропущены. Комета случайно была обнаружена на снимках, полученных 9 января 2007 года  R. A. Kowalski с помощью 0,68-метрового телескопа Шмидта в ходе поиска околоземных астероидов в рамках обзора CSS. Комета была описана как диффузный объект с общей магнитудой 16,8 m, небольшой комой в 1 ' угловую минуту и ядром в центре, диаметром в 20 " угловых секунд. Текущее положение кометы указывало на необходимость корректировки орбиты на +18,6 суток.

## Сближения с планетами
В течение XX и XXI веков комета пять раз подходила к Юпитеру на расстояние менее чем 1 а. е.
- 0,30 а. е. от Юпитера 10 сентября 1921 года;
- 0,32 а. е. от Юпитера 15 августа 1957 года;
- 0,86 а. е. от Юпитера 10 мая 1968 года;
- 0,27 а. е. от Юпитера 5 ноября 2015 года;
- 0,06 а. е. от Юпитера 24 июля 2076 года.